# Моралите (роман)
«Моралите» (англ. Morality Play) — историко-детективный роман британского писатели Барри Ансуорта, впервые опубликованный в 1995 году. Был удостоен премии Шведской академии, вошёл в шорт-лист Букеровской премии. В 2003 году вышел снятый по мотивам романа фильм «День расплаты».

## Сюжет
Действие фильма происходит в Англии в 1380 году. Главный герой — священник, который пускается в бега и присоединяется к бродячей актёрской труппе. Актёры оказываются в маленьком городе, где происходят жестокие убийства. Они сочиняют пьесу на основе этих событий и ставят спектакль, благодаря которому удаётся установить преступника.

## Восприятие
Критики отмечают уникальность романа: средневековые актёры здесь изображены как люди, способные не только инсценировать библейские притчи, но и создавать пьесы, связанные с реальной жизнью.
Роман был удостоен премии Шведской детективной академии за 1997 год в номинации «Лучший детективный роман в переводе». Он вошёл в шорт-лист Букеровской премии, но уступил «Призрачной дороге» Пэт Баркер. В 2003 году вышел снятый по мотивам романа фильм «День расплаты», в котором главные роли играют Пол Беттани и Уиллем Дефо.